# 阿德里亞索拉角
67°39′S 69°11′W / 67.650°S 69.183°W
阿德里亞索拉角（Cape Adriasola），是南極洲的海岬，位於阿德萊德島西南端，處於阿維安島西北面16公里，由讓-巴蒂斯特·夏古率領的法國探險隊發現，現時由南極條約體系管理。